# Бисмит
Бисми́т (англ. Bismite) или ви́смутовая о́хра, также висмутовая глина (устар.), окси́д ви́смута (III) — минерал оксида висмута, триоксид висмута или Bi2O3, впервые описан в 1868 году (Голдфилд, штат Невада, США), немного позже найден также в районе Шнеберг, Рудные горы (Саксония, Германия).
Бисмит представляет собой вторичной минерал и образуется в зонах окисления из первичных минералов висмута, прежде всего, из висмутина (висмутового блеска).

## Название
Минералогический термин бисми́т в качестве кальки с английского Bismite появился в русском языке поздно, с середины XX века. Прежде этот минерал назывался висмутовой охрой или глиной по аналогии, поскольку имел глиноподобный, землистый вид и внешне был похож на светлые виды охры. Даже в виде желтоватого окисного налёта на поверхности висмутового блеска бисмит напоминает свинцовую охру или палевую светлую сиену.

## Свойства
Бисмит — моноклинный минерал, однако его типичная форма залегания массивная и глиноподобная, без образования макроскопических кристаллов. Обычно образует землистые массы, или массивные зернистые агрегаты. Диморфен с тетрагональным сферобисмоитом. Встречается поверхностно или включениями по висмутину или самородному висмуту в виде налётов и псевдоморфоз, землистых плотных скоплений.:256-257 Цвет в зависимости от количества и характера примесей варьирует от зелёного до жёлтого: зеленовато-жёлтый, серовато-зелёный, серовато-белый, соломенно-жёлтый до ярко-жёлтого.
Твёрдость по шкале Мооса от 4 до 5; удельный вес от 8,5 до 9,5 (величина большая для неметаллического минерала). Под паяльной трубкой на угле плавится и легко восстанавливается до металлического висмута. Легко растворяется в азотной кислоте.
Самородный висмут нередко (особенно в россыпях) бывает покрыт сверху продуктами окисления и выветривания жёлтого, сероватого и беловатого цвета (висмутовые охры, висмутовый шпат).:261 Многочисленные зарегистрированные находки висмутовой охры зачастую не получали подтверждения, поскольку большинство из принимавшихся ранее за бисмит минералов при проверке оказались смешанными карбонатами (висмутовыми шпатами), также образующимися в зоне продуктов окисления.:369-370
Принципиальная схема окисления составляющего висмутин сульфида висмута обычно развивается по двум линиям, в конечном результате образуя сложную смесь из минералов бисмита и висмутита в присутствии и с содержанием гидратной воды:
Bi2S3 окисляется в → сульфат висмута Bi2(SO4)3, который, в свою очередь, переходит в → бисмит — Bi2O3 • H2O и бисмутит — Bi2O(OH)2,CO3.:369-370

## Месторождения
Места обнаружения висмутовой охры в целом совпадают с залеганиями висмутина и самородного висмута: Россия (Забайкалье, Нерчинский район),:53-54 Туканское месторождение (Башкирия);:369 США (Рудные горы, Коннектикут), Мексика, Перу, Германия (Нижняя Саксония), Великобритания, Швеция, Италия (окрестности Турина).
Иногда сопровождает оловянные месторождения Боливии. Обычно обнаруживается вместе с халькопиритом, арсенопиритом, вольфрамом, кварцем, сидеритом, бериллием, топазами.
В 1830 году висмутовую охру отмечал И. Чайковский, отец композитора, в месторождении минерала, позже названного айкинитом на местах его окисления.:68 Местом нахождения была указана гора Черемшанская по р. Тагилу. Также ранние обнаружения были в Ново-Троицком и Алексеевском приисках, и в Берёзовске. В исследованиях 1970-х годов бисмит был установлен Н. П. Юшкиным в периферической зоне сложных кёхлинит-бисмит-бисмутитовых псевдоморфоз по айкиниту и как псевдоморфоза по козалиту в кварце из амазонитовых пегматитов Лобачевских копей.:68

## Применение
Висмутин — важнейшая руда висмута, бисмит встречается в месторождениях висмутина и самородного висмута в качестве продукта окисления, вторичного минерала и примеси, также пригодной для лёгкого получения висмута, однако его количества делают его непригодным для промышленных разработок.